# Шахматисты (фильм)
«Шахмати́сты» (бенг. শতরঞ্জ কি খিলাড়ি, Shatranj Ke Khilari) — историческая драма 1977 года индийского режиссёра Сатьяджита Рая. В отличие от большинства фильмов Сатьяджита Рая, в «Шахматистах» почти все диалоги ведутся на урду.

## Сюжет
Действие фильма происходит в 1856 году и показывает быт и нравы Индии XIX века накануне народного восстания 1857 года. Акцент делается на события вокруг британской аннексии индийского княжества Ауд, политику колониальной экспансии Британской Ост-Индской компании и заблуждения индийских князей.
На фоне исторических событий показана история двух богатых человек княжества Ауд. Неразлучные друзья, они так одержимы игрой шатрандж (шахматы), что не обращают внимания на захват Ауда Ост-Индской компанией. Отказавшись от своих семей и обязанностей, они скрываются в деревне, играя в шахматы.

## В ролях
| Актёр                  | Роль                        |
| ---------------------- | --------------------------- |
| Санджив Кумар          | Мирза Саджад Али            |
| Саид Джаффри           | Мир Рошан Али               |
| Шабана Азми            | Хуршид (жена Мирзы)         |
| Фарида Джалал          | Нафиса (жена Мира)          |
| Ричард Аттенборо       | генерал Джеймс Аутрам       |
| Амджад Хан             | Ваджид Али Шах, король Ауда |
| Вина                   | Королева-мать               |
| Дэвид Абрахам          | Мунши                       |
| Виктор Банерджи        | премьер-министр             |
| Фарук Шейх             | Акуил                       |
| Том Олтер              | капитан Уэстон              |
| Лила Мишра             | Хирья (служанка Хуршид)     |
| Амитабх Баччан (голос) | рассказчик                  |

## Награды и номинации
Фильм был выбран, чтобы представлять Индию на премии «Оскар», но не попал в шорт-лист номинации.
| Награды и номинации | Награды и номинации           | Награды и номинации             | Награды и номинации          | Награды и номинации | Награды и номинации |
| Год                 | Награда                       | Категория                       | Номинирован(а)               | Итог                | Ссылки              |
| ------------------- | ----------------------------- | ------------------------------- | ---------------------------- | ------------------- | ------------------- |
| 1978                | Берлинский кинофестиваль      | Золотой медведь                 | Сатьяджит Рай                | Номинация           | [ 2 ]               |
| 1978                | Filmfare Awards               | Лучший фильм по мнению критиков | Сатьяджит Рай, Суреш Джиндал | Победа              | [ 3 ]               |
| 1979                | Filmfare Awards               | Лучший фильм                    | Сатьяджит Рай, Суреш Джиндал | Номинация           | [ 2 ]               |
| 1979                | Filmfare Awards               | Лучший режиссёр                 | Сатьяджит Рай                | Победа              | [ 2 ]               |
| 1979                | Filmfare Awards               | Лучший актёр второго плана      | Саид Джаффри                 | Победа              | [ 2 ]               |
| 1979                | Национальная кинопремия Индии | Лучший фильм на хинди           | Сатьяджит Рай, Суреш Джиндал | Победа              | [ 4 ]               |
| 1979                | Национальная кинопремия Индии | Лучшая операторская работа      | Соуменду Рой                 | Победа              | [ 4 ]               |